# I confini dell'odio
I confini dell'odio è un libro scritto da Bruno Luverà, giornalista politico, nel quale l'autore indaga gli sconvolgimenti connessi sia con il regionalismo e sia con la riscoperta e la valorizzazione delle identità etniche che percorrono in questo momento l'Europa, in coincidenza di un periodo storico in cui pare predominare una società globalizzata a livello economico-produttivo-culturale, che spinge la globalizzazione anche verso il basso.
Se negli anni novanta sono emersi esempi clamorosi e violenti di rivendicazioni nazionalistiche, questo fenomeno si sta diffondendo anche in paesi che si sentono, allo stato attuale, al sicuro da una concreta minaccia secessionistica.
L'autore analizza le possibili cause di questo ritorno verso le identità locali, collegandolo con le strategie e gli scenari politici che si stanno delineando.
Inoltre, Luverà, esplora il delicato e intricato campo dei contatti e delle relazioni fra i vari gruppi nazionalisti e i loro agganci con il mondo politico-economico locale ed internazionale.
Un occhio di riguardo viene rivolto ai fenomeni emergenti della nuova destra europea, portatrice di ventate di intolleranza nei confronti degli altri.
Da un punto di vista storico-politico, non sempre è stata la destra a ergersi come portavoce delle istanze regionalistiche, basti pensare agli anni sessanta, quando fu la sinistra francese a perseguire la decolonizzazione della provincia; invece il regionalismo francese dei decenni successivi, tendenzialmente di destra, si basò sulla valorizzazione di una identità culturale, delle tradizioni locali, del passato, della storia, della lingua.

## Un esempio di etnonazionalismo
Uno dei casi di etnonazionalismo trattati nel libro, è senza dubbio quello austriaco-tedesco, che comprende gli ultra-conservatori bavaresi della Csu, i nazional-liberali di Heider, le federazioni revansciste dei profughi tedeschi, oltre a sezioni locali di formazioni politiche nazionali, come ad esempio la Ovp tirolese, che si rivelano molto più etnonazionaliste dei loro colleghi centralizzati, Anche il llinguaggio politico è mutato nel corso dei decenni, basti pensare che alla definizione di razza ora viene usata la più "bonaria" parola discendenza, così come il Volksgeist di hitleriana memoria ora viene definito, più morbidamente, Kultur.
Uno dei progetti più noti è quello per la provincia autonoma di Bolzano, presentato nel 1977, che prevede, tramite un referendum, l'accorpamento di tutto il territorio all'Austria, con l'eccezione della parte italiana di Bolzano, che verrebbe separata in due comuni, sulla falsariga di Gorizia e Nova Gorica.

## Edizioni
- Bruno Luverà, I confini dell'odio, Editori Riuniti, 1999,  pp.189 , cap.5.